# Файзобод (Даханський джамоат)
Файзобо́д (тадж. Файзобод) — село у складі Хатлонської області Таджикистану. Входить до складу Даханського джамоату Кулобського району.
Назва означає благоустроєний щедрістю.
Населення — 974 особи (2010; 964 в 2009).